# Cheyne Capital Management
Cheyne Capital lanserade sin första fond 2000 och är specialiserad på företagskrediter, event-driven, aktier och aktie-relaterade fonder. Cheyne är en av de största alternativa kapitalförvaltarna i Europa med uppdrag från pensionsfonder, stiftelser, family offices och fond av fonder. Cheyne sysselsätter för närvarande cirka 170 personer med kontor i huvudsakligen London, New York, och Bermuda. Cheyne Capital Management (UK) LLP grundades 1999 av Jonathan Lourie (CEO) och Stuart Fiertz (President). Cheyne Capital Management (UK) LLP är auktoriserat och reglerat av UK Financial Services Authority (FSA).

## Utmärkelser

### 2008
- Creditflux Manager Awards[2] - Manager of the Year (Cheyne Capital Management)
- Creditflux Manager Awards - Best Synthetic Equity CDO (Cheyne CSO prog series 6-1)
- Creditflux Manager Awards - Best Long Short Credit Hedge Fund/Multi-Strategy (Cheyne Long Short Credit Fund)

### 2007
- Creditflux Manager Awards[3] - Best Synthetic Equity CDO (Cheyne CSO Programme CDO5)
- Creditflux Manager Awards - Best Structured Credit Fund/Correlation (Cheyne Total Return Credit Fund)